# Чернець Дем'ян Іванович

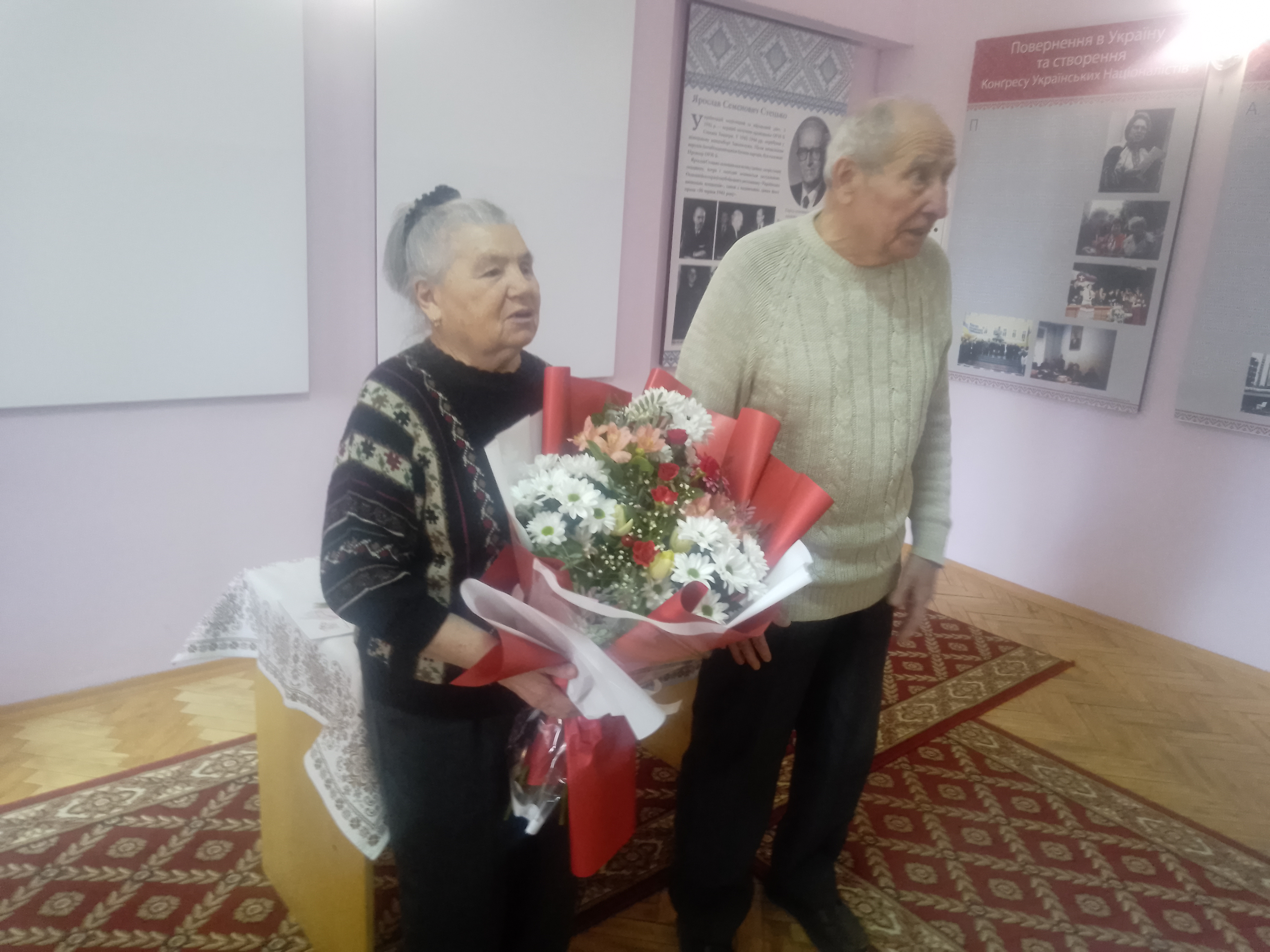
Вітання посестрі Ірині Авраменко з 80-річчям.

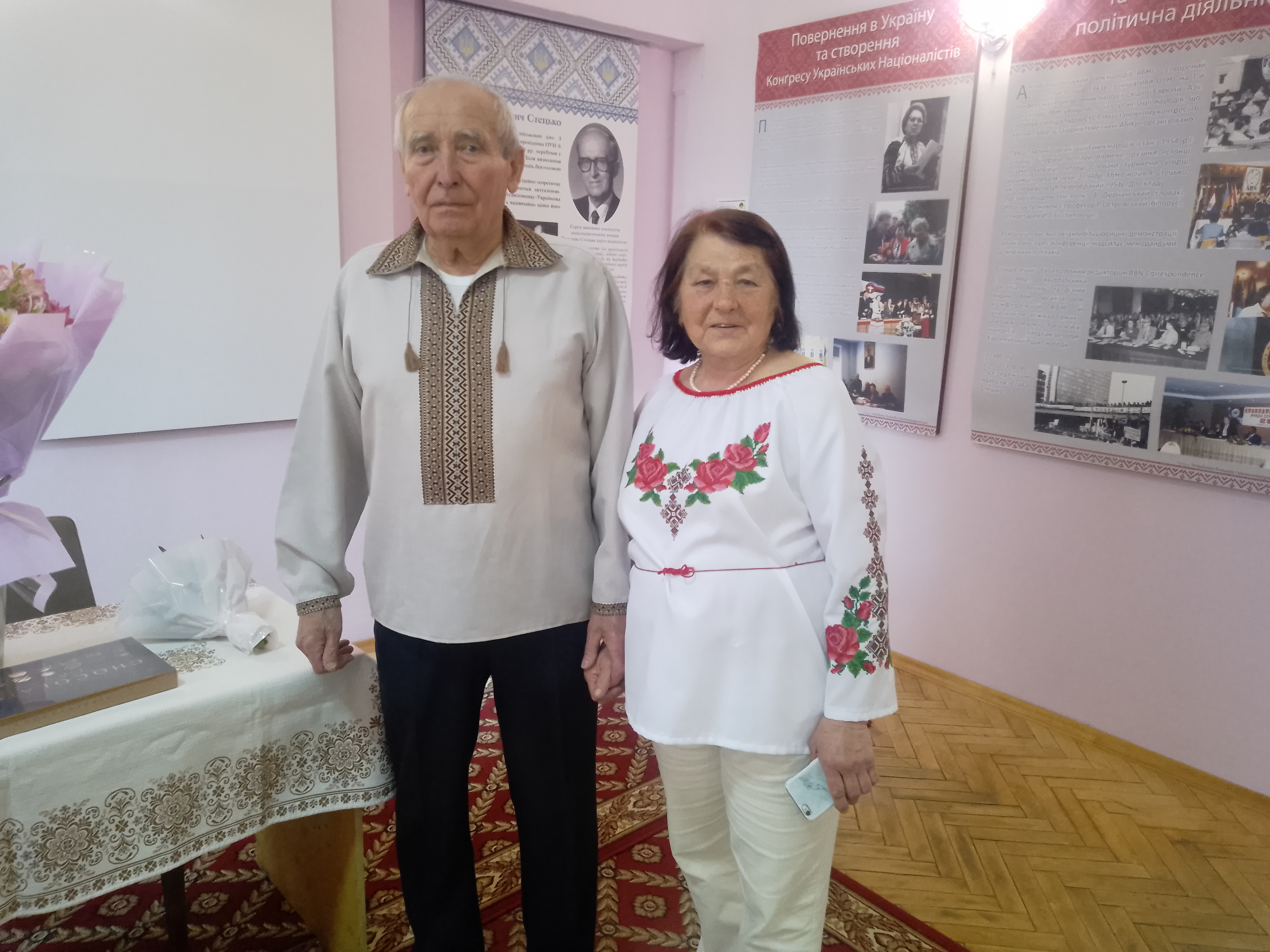
Дем'ян Чернець з дружиною Людмилою

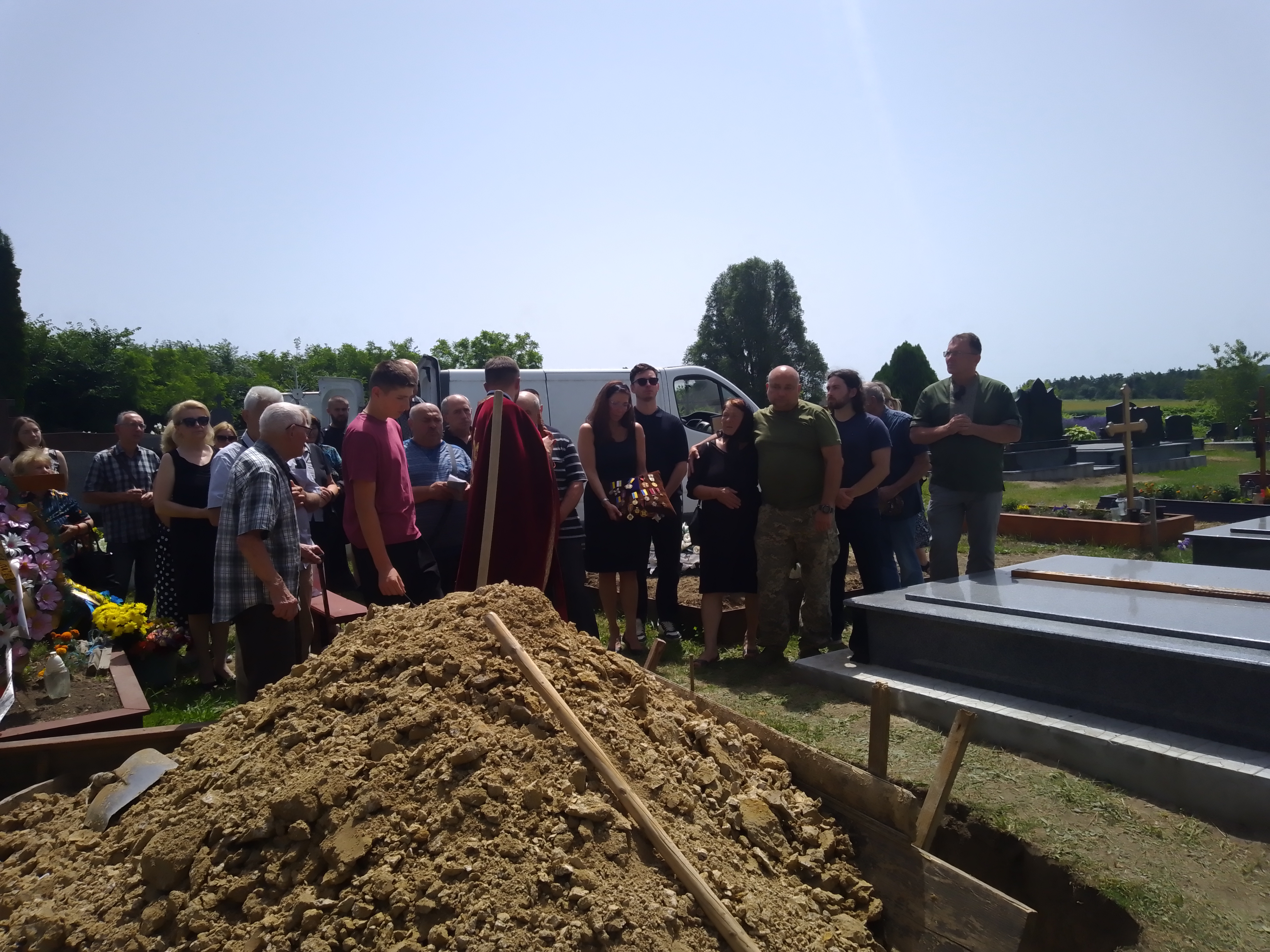
Чин поховання Дем'яна Чернеця

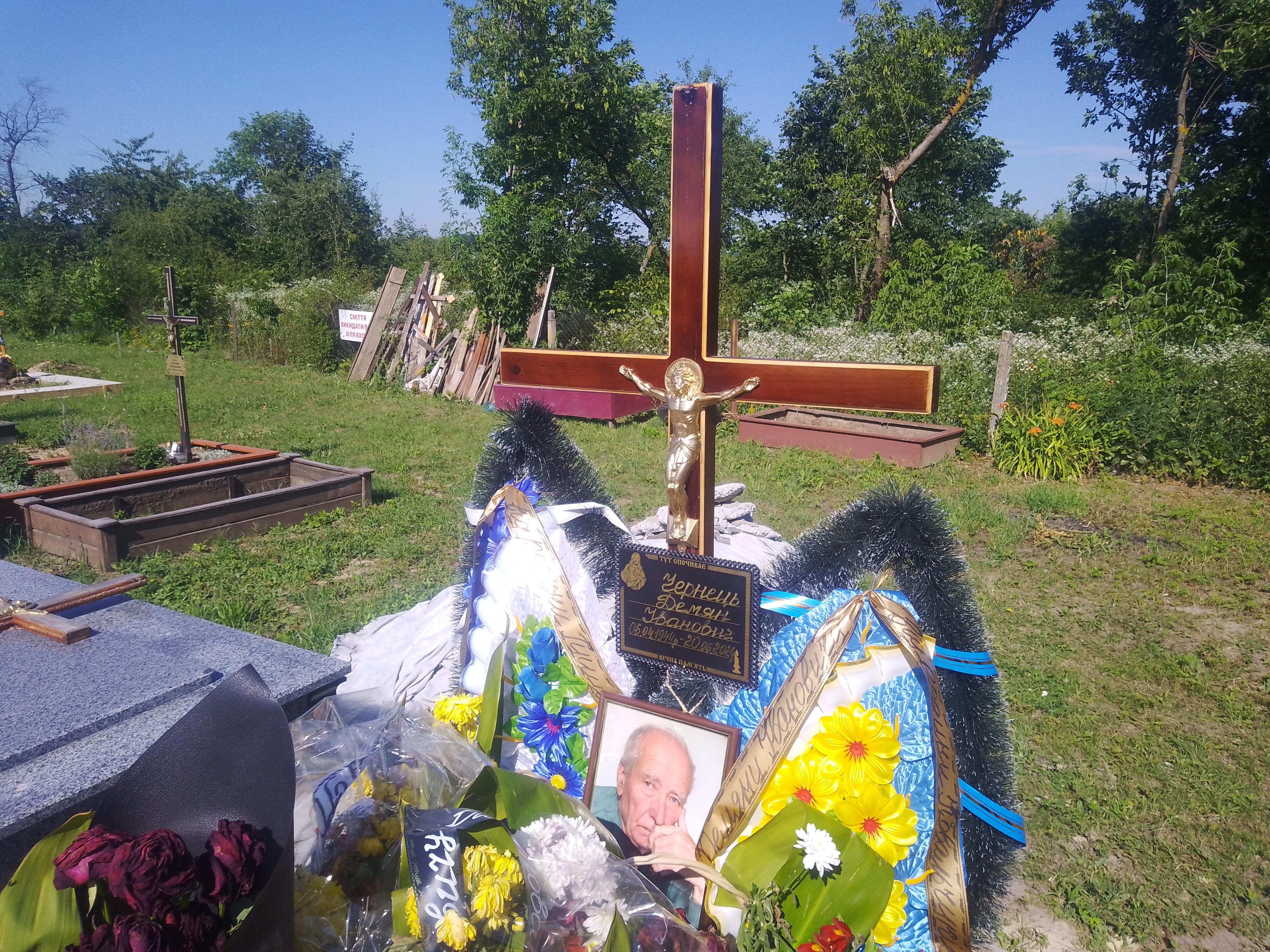
Могила Дем'яна Чернеця

Дем'ян Іванович Чернець (6 квітня 1944, с. Деренівка, Тернопільська область — 20 червня 2024, с. Підгородне, Тернопільська область) — український інженер, громадсько-політичний діяч. Заступник голови Всеукраїнського товариства політичних в'язнів і репресованих. Кавалер ордена «За заслуги» ІІІ ступеня (2018).

## Життєпис

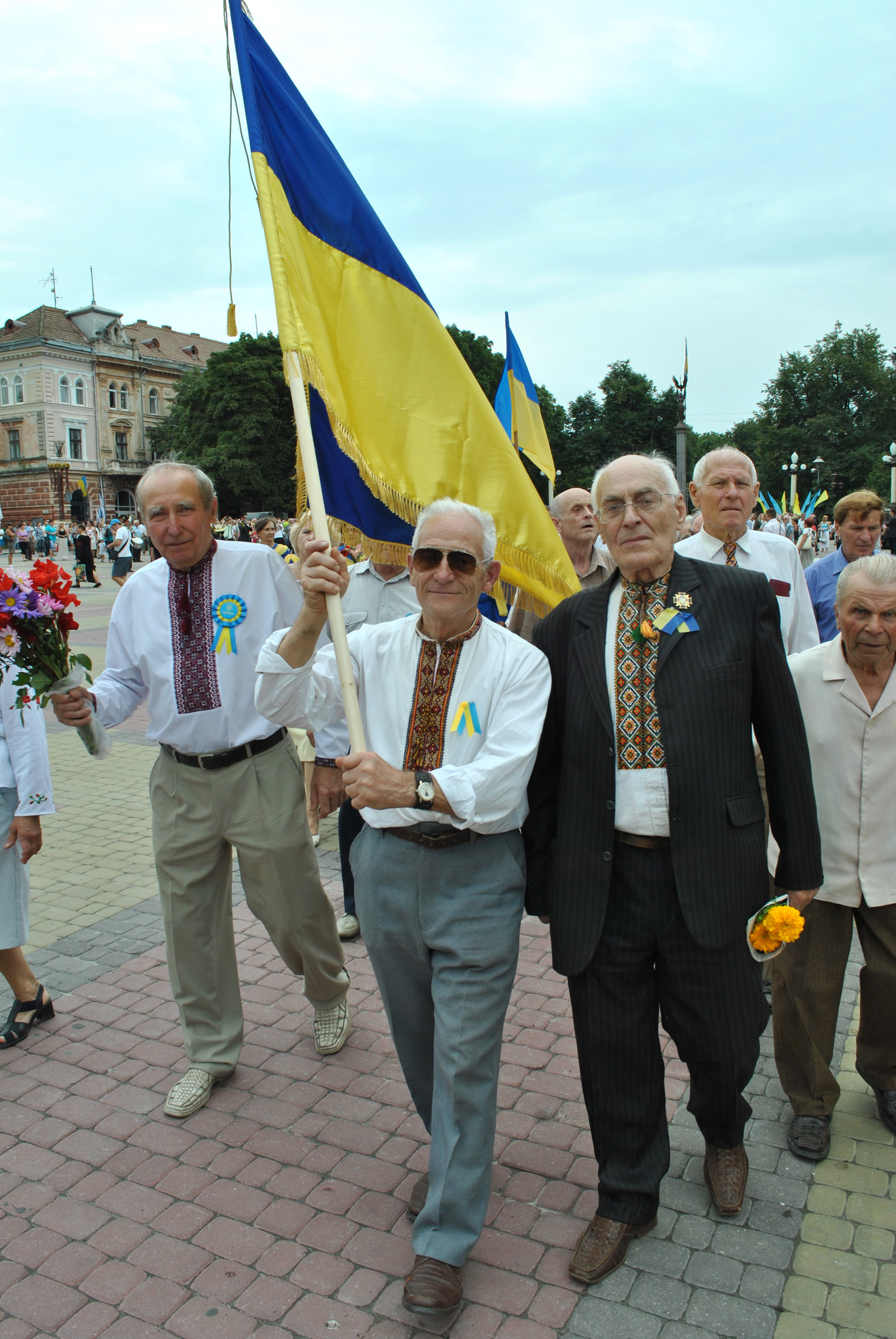
З побратимами зі спілки політв'язнів та репресованих (23.08.2012)

Народився 6 квітня 1944 року в селі Деренівка, нині Теребовлянської громади Тернопільського району Тернопільської области України.

### Освіта
У 1951 році розпочав навчання в школі поселення Пашія Чусовського району.
У 1961 році закінчив Теребовлянську середню школу № 1.
У 1967 році закінчив Львівський політехнічний інститут і отримав спеціальність інженера-будівельника.

### Репресований
Після арешту батька Чернеця Івана Григоровича, 8 серпня 1949 року і засудження його військовим трибуналом військ МВС Тернопільської області за ст. 20-54-1а, 54-11 КК України на 10 років позбавлення волі у ВТТ з конфіскацією майна всю сім'ю — маму Євдокію, сестру Зофію і малого Дем'янка виселили на спецпоселення в населений пункт Великий Луг Пермської (Молотівської) області. Згодом їх переселили в Чусовський район. Тут у поселенні Пашія він у 1951 році розпочав навчання в школі.
Сім'я перебувала на спецпоселенні з 6 вересня 1949 року до 25 березня 1957 року.

### Робота
У 1970—1972 роках служив у лавах радянської армії.
Пройшов шлях від майстра до керівника проєктно-технологічним трестом «Тернопільоблагробуд». Брав участь у проєктуванню та спорудженні санаторію «Медобори» в с. Конопківці.

### Громадська діяльність
Член Народного Руху України (1991), від 1994 — член Ради Конгресу української інтелігенції, член ради Тернопільського обласного товариства «Меморіал», від 2003 — член комісії Тернопільської обласної ради з питань поновлення прав реабілітованих. Член ініціативи «Захист України» (2019). Від 11 червня 2019 року член регіональної комісії з реабілітації у Тернопільській області.
Проводив екскурсії, виступав з лекціями в школах, вишах, військових частинах, під час публічних заходів.
Активно займався пошуком документів і місць загибелі жертв політичних репресій, їхнім перепохованням, встановленням пам'ятників і пам'ятних знаків борцям за волю України, а саме: крайовому провіднику ОУН «Бурлану» (Івану Прокопишину) на хуторі Підболото поблизу села Темногайці на Шумщині, борцям за волю України у полі між селами Великий Глибочок і Пронятин Тернопільського району,  крайовому провіднику «Євгену» (Йосипу Поздику) у селі Деренівка на Теребовлянщині, меморіальної дошки вояку УПА Павлу Зайцю, уродженцю села Добромірка на Зборівщині.
До його заслуг належить і реконструкція семи могил Українських Січових Стрільців на Микулинецькому цвинтарі, а також будівництвом пам'ятної стели на фасаді будинку, що на вулиці Коперника, 1.
Помер 20 червня 2024 року в с. Підгородне Тернопільського району, де й був похований 22 червня цього року.

### Родина
Дружина — Людмила, донька Олена, син Сергій — учасник російсько-української війни, внуки Максим та Василь.

## Доробок
Член редколегії Книги пам'яті «Малолітні політв'язні Тернопільщини» (2015). Автор численних публікацій в газетах «Вільне життя», «Свобода» та інших. Дем'ян Іванович консультував та брав участь у зйомках повнометражного фільму «Шлях до світанку» (реж. Тарас Ткаченко, 2019), 8-серійного циклу «Шлях до світанку. Монологи» (реж. Тарас Ткаченко, 2020) та документальної стрічки «Літопис Тернополя очима тернополян» (реж. Марія Яремчук, 2019).

## Відзнаки
- орден «За заслуги» ІІІ ступеня (20 січня 2018) — за значний особистий внесок у державне будівництво, соціально-економічний, науково-технічний, культурно-освітній розвиток Української держави, вагомі трудові досягнення, багаторічну сумлінну працю[5],
- ювілейна медаль «25 років незалежності України» (2011)[19],
- відзнака Тернопільської міської ради I ступеня (2010),
- відповідно до «Порядку надання статусу борця за незалежність України у XX столітті на території Тернопільської міської територіальної громади» отримав посвідчення борця за незалежність України у ХХ столітті[20]
- грамоти[21], подяки Тернопільської обласної ради та адміністрації[22], громадських організацій.
- Почесна відзнака міського голови Тернополя[23].